# Refúgio du Requin
O Refúgio du Requin (em francês significa Refúgio do Tubarão) é um dos quatro refúgios de montanha dos percursos das Aiguilles de Chamonix, no maciço do Monte Branco, na França. Os outros três são os refúgios  dos Refúgio des Cosmiques, de Refúgio de l'Envers des Aiguilles  e o do Refúgio du Plan de l'Aiguille.
O refúgio é propriedade do Clube alpino francês.

## Acesso
De inverno pode-se chegar facilmente em duas horas ao refúgio a partir do Teleférico da Aiguille du Midi, descendo o vale Branco. De verão, se a quantidade de neve é importante, pode-se seguir o itinerário de inverno, o que levará entre 2h30 a 4h, mas se houver crevasses e exposição aos seracs no Dent du Géant, é preferível optar pelo Montenvers, 3 a 4h, ou des Praz, 6h.
Situado ao pé do Dent du Géant e da Aiguille du Plan, possibilita :
- 14 itinerários de esqui/snowboard; como o Vale Branco, Aiguille du Plan, ...
- 6 de alpinismo na neve/gelo/misto; Aiguille du Plan, Aiguille du Tacul,...
- 5 de alta montanha rochosa; Dent du Requin, ...
- e 1 de escalada; Aiguille Pierre-Alain (ED+/II/P2 7a>6b+)

## Características
- Altitude: 2516 m
- Capacidade: 57 de inverno com guarda - 20 de verão sem guarda
- Tempo de subida: 2 h

## Imagens
21 imagens na referência C2C: Refuge du Requin